# Амур (Дніпро)
Амур — лівобережна місцевість у Амур-Нижньодніпровському районі міста Дніпра.
Поділяється на Амур-Піски й Амур-Чорнозем. Амур-Піски положений над Дніпром на піщаних ґрунтах. Амур-Чорнозем положений північніше Амур-Пісків на чорноземі.

## Назва
Походження назви Амура, за головною версією, пов'язують з віддаленою у очах катеринославців місцевістю, нібито «Амур»; та залізницею, що уперлася у велику річку, що нагадувала далекосхідний Амур.
Франкомовному бельгійському керівництву промисловості Амуру було важливим фактором закріпленням французького слова la Amour (любе, улюблене) за робочим селищем Файнберга. Любити бельгійцям Амур було за надприбуткові статки, що забезпечував їм завод з працьовитими робітниками-українцями, мешканцями Амуру.
За іншими версіями назву дали якісь селяни-переселенці, що прийняли за далекосхідний Амур Дніпро.

## Історія

### Селище при залізниці й пристані
Земля Амура належала Файнбергу й Г. Тарнопільському. Ім'я Файнберга залишилося у назві півострова Файнберга, що відділяє гавань амурського порту від Дніпра, а також у селищі Файнберг.
Селище на землі Файнберга відоме у джерелах з 1875 року. У 1873 році тут була завершена залізнична гілка від Синельникового до річки Дніпра, з планами на будівництво залізничного переходу через річку Дніпро у Катеринослав, на багате на залізну руду Криворіжжя та Херсонську губернію.
У 1873 році була збудована додаткове відгалуження залізниці до лісової пристані у дніпровській затоці, яку називали Нижньодніпровськ-Пристань. Ця гілка зараз є на півдні Амура-Пісків у Вантажному річковому порту Дніпра.
Біля затоки були кілька причалів, тартаки та інші дрібні підприємства. Хаотичне у плані селище будівників залізниці при затоці мало лавки, шинки, базарчик. Землевласники Файнберг й Тарнопільський стягувати з поселенців орендну плату. Поселяни селища Файнберга працювали на будівництві залізничного Амурського мосту, що був завершений 1884 року. Тоді селище потерпало від повеней навесні й від безводдя влітку.

### Селище при заводах
Далі Амур розвивається як робітниче селище на захід від Мануйлівки.
У 1895 році П. Ланге придбав у Г. Тарнопольського сто десятин землі й спорудив тут сталеливарний, залізопрокатний й трубопрокатний завод, відомий як завод «Ланге» (за ім'ям власника — бельгійського інженера). Одночасно із заводом Ланге виникли Франко-російські вагонні майстерні, що виготовляли трамвайні вагони. У 1896 році на північ від Амура й Мануйлівки у Кирилівці засновано Катеринославський машинобудівельний завод та Головні вагонні майстерні Катерининської залізниці. У 1896 році виникає машинобудівний завод «Сіріус» (пізніше Дніпропетровський чавуновальцеробний завод).
У 1899 році південніше за завод «Ланге» відкривається металообробний завод «Шодуар Б» Бельгійського акціонерного товариства російських трубопрокатних заводів. Франкомовне бельгійське керівництво було важливим фактором закріпленням французького la Amour у назві селища.
У 1896 році на Амурі будується церква Святого Миколая.

Опис Амуру у міському довіднику «Весь Катеринослав» за 1913 рік:
Амур перетворився на велике селище, з населенням у 20000 осіб, церквою, кількома школами, 150 лавками, аптекою, 4 лісовими пристанями… Збільшуючись з року на рік, Амур захопив величезну територію, що примикає до заводам й поділяється тепер на дві частини. Одна ближче до берега розташована на піщаному ґрунті й називається Піски. Інша-таки менш густо населена — називається Чорноземом. Вона є найправильніше розпланованою частиною Амура. Тут багато садиб з вишневими садочками. Сполучення між Катеринославом та Амуром підтримується пароплавчиками й човнами, а взимку саньми.

### Революційна доба
Ще у 1905 році з 8 грудня тут був загальний страйк на Катерининській залізниці. Тоді на станціях, у депо та майстернях діяли бойові дружини, що були утворені революційними організаціями для боротьби з урядом. У 1912 році у вагонних майстернях на Кирилівці почав діяти більшовицький осередок. За Першої світової війни у Нижньодніпровську видається на підпільній типографії газета «Пролетаріат». Після лютого 1917 року була створена рада Задніпров'я, де влада належала робітникам.  3 червня 1917 року постановою Міністерства Внутрішніх справ Тимчасового уряду селища Амур та Нижньодніпровськ були об'єднані у місто Амур - Нижньодніпровське. У вересні 1917 року створено Задніпровський районний комітет ВКП(б).
У роки Української революції Амур разом з усім Задніпров'ям був осередком більшовиків.

### Радянська доба
Амур до 1918 року разом з Мануйлівкою, селищем біля станції Нижньодніпровськ, Султанівкою, Барафою та Сахаліном називався Задніпров'ям. У 1918 році більшовики перезаснували місто Амур-Нижньодніпровське, що стало початком сучасного Амур - Нижньодніпровського району. У 1920 році місто Нижньодніпровське вже у складі міста Катеринослав, як Амур-Нижньодніпровський район серед інших 5-ти міських районів.
У березні 1920 року більшовики завершили націоналізацію трубопрокатних й машинобудівельних підприємств Катеринослава.
1921 року бельгійський завод «Шодуар Б» (на півдні) разом з заводами «Бехтольд» й «Ланге» (на півночі) об'єднали під ім'ям «Комінтерн» (Комуністичного інтернаціоналу молоді).
1922 року перейменовані селища Піски, Амур й Чорнозему на селище Дня Жовтня. На Пісках були перейменовані: Церковна вулиця — на Желябовську, Румянцевська на Перекопську, Йорданська на Халтуринську, Катеринославська на Бакунинську, Межова на Бебельську, Єврейська на Мурав'ївську, Залізна на Зинаківську, Грушева на Володарську. На селищі Чорнозем були перейменовані вулиці Межова на Урицьку, Олександрівська на Солов'ївську, Миколаївська на Коляївську. Штучна назва «Дня Жовтня» була ігнорована самою владою, яка залишила назву селища у назві Амур-Нижньодніпровського району.
У 1925 році Амур разом з Задніпров'ям увійшов до складу Катеринослава, котрий наступного 1926 року перейменовано на Дніпропетровськ.
5-7 травня 1931 року на Амурі трапився велике затоплення через велику повінь, через підняттям вод греблею Дніпрогесу. На спорудженні дамби на Амурі працювало 2000 осіб, що виявилася малоефективною. Ситуацію змінило будівництво у Амурській затоці.
У листопаді 1933 року в Амурській затоці завершено новий вантажний річковий порт з довжиною причальної стінки у 3 км, що на той час була найдовшою на Дніпрі.
У 1935 році Амурським мостом проклали перші 3 км трамвайного маршруту на лівобережжя, що покращило зв'язок Амура з Дніпропетровськом.
На початку серпня 1941 року Амур зайняли німці. Радянська армія захопила Амур 27 вересня 1943 року.
У 1960-х роках більшість вулиць була заасфальтована й на Амур-Піски призначений автобус № 25.

#### Злочинний Амур
З 1970-х років Амур став найкриміналізованішим районом міста коли тут почала діяти банда Матроса.
Олександр Мільченко «Матрос» (1948—1997) починав кар'єру футболіста у дублювальному складі «Дніпра» й потім у волгоградському «Роторі». Після звільнення з лав «Ротору» за пияцтво він повернувся на Амур й влаштувався на завод «Укрм'ясомолреммаш», де створив рекетирську бригаду. Банда обклала підпільних підприємців «цеховиків» 10 % податком. З ним приятелювали олімпійський чемпіон штангіст Султан Рахманов, чемпіон світу боксер Віктор Савченко, керівник Дніпропетровського міського УВС Павло Стужак (покінчив самогубством за часи андроповської ревізії області). У бані на Феодосійській вулиці за часів студіювання у ДІБІ був вишибалою Матроса майбутній голова державної адміністрації однієї з областей незалежної України. При Юрії Андропові у 1983 році Мільченка ув'язнили. Він звільнився у 1995 році, після чого у місті були вбиті 7 кримінальних авторитетів Дніпропетровська. Розслідувалася справа вбивства Євгена Щербаня й Вадима Гетьмана, де фігурував Олександр Мільченко, який звів Павла Лазаренко з донецькою бандою Євгена Кушніра (вбито у ін'єкцією у березні 1998 року). Мільченко зненацька помер при спробі перетнути кордон з Угорщиною.
За радянської доби Амур не було телефонізовано, проте до садиби Матроса вела особиста телефонна лінія для «забезпечення безперебійного функціонування м'ясо-молочної промисловості області».
За злочинами Матроса частково був знятий радянський фільм «Злодії в законі». Також написаний Віталієм Васільєвим нарис «Амурські війни».

## Межі
На півдні обмежена Амурською гаванню Дніпра. На сході обмежена залізницею між станціями Дніпро-Головний-Нижньодніпровськ, за якою положена Мануйлівка та її західна частина Барафа. На півночі обмежена річкою Гнилокіш, за якою положена Кирилівка. На заході обмежена Вітчизняною вулицею, за якою положена Ломівка.

## Опис
Центр старого Амуру розташований на південній стороні вулиці Желябова (№ 31, 33 й 35). Тут була базарна площа та церква, що відбудовується з кінця 1990-х років.
Високі ґрунтові води, що підтоплюють льохи.
Одно-, двоповерхова житлова приватна забудова.

### Визначні споруди й будівлі
- Корпуси колишніх металургійних заводів «Шодуар Б», «Бехтольд» й «Ланге»; вулиця Яхненківська, 1;
- Амурський («Старий») автомобільно-залізничний міст;
- залізничний зупинний пункт Амур.

За генеральним планом розвитку Дніпра Вітчизняна вулиця буде продовжена мостом через річку Дніпро

### Установи
- середні загальноосвітня школа № 18 на Амур-Чорноземі; вулиця Стефана Таранушенка, 12;
- середні загальноосвітня школа № 56 на Амур-Пісках; вулиця Панаса Феденка, 41;
- середні загальноосвітня школа № 68 на Амур-Чорноземі; Симиренківська вулиця, 76;
- війська частина № 3036, Пожежна вулиця, 35, православна церква; вулиця Федора Вовка, 31;
- Амурський парк; Вітчизняна вулиця, 23.

### Підприємства
- Вантажний порт Дніпра у Амурській гавані Дніпра; Портова вулиця, 1;
- Дніпропетровський металургійний завод імені Комінтерну; вулиця Яхненківська, 1;
- Дніпровський дослідний ремонтно-механічний завод; вулиця Верстова, 33.

## Вулиці

### Вулиці Амур-Пісків
- вулиця Задніпровська Гавань,
- вулиця Айвазовського,
- вулиця Афанасьєва-Чубинського,
- вулиця Христини Сушко,
- Березова вулиця,
- провулок Василівський,
- вулиця Анатолія Петрицького,
- Верстова вулиця,
- тупик Верстовий,
- Вітчизняна вулиця, головна вулиця,
- вулиця Тирсова,
- Вузлова вулиця,
- Генічеська вулиця,
- вулиця Голубовського,
- вулиця Яна Гуса,
- вулиця Івана Світличного,
- вулиця Жвава,
- вулиця Федора Вовка, головна вулиця,
- Заводська вулиця,
- Кінцева вулиця,
- Ковальська вулиця,
- Ковальський провулок,
- Колоскова вулиця,
- вулиця Миколи Кузьменка,
- вулиця Яланецька,
- вулиця Апполона Скальковського,
- провулок Скальковського,
- вулиця Ринкова,
- Обхідна вулиця,
- вулиця Дніпрових Хвиль,
- вулиця Острів Файнберга — вулиця на колишньому острові, тепер півострові Файнберга, проходить промисловим районом,
- вулиця Кінбурнська,
- Піскова вулиця,
- вулиця Лебединська,
- Пожежна вулиця,
- провулок Пожежний,
- Портова вулиця,
- вулиця Олександра Потебні,
- Промислова вулиця, головна вулиця,
- вулиця Проміжна,
- вулиця Ротна,
- вулиця Ватажкова,
- вулиця Панаса Феденка,
- вулиця Ольвійська,
- вулиця Новоазовська,
- вулиця Таванська,
- Торговельна вулиця,
- вулиця Йорданська,
- Шосейний провулок,
- Шосейний тупик,
- Хустівська вулиця.

### Вулиці Амур-Чорнозему
- вулиця Вільного Козацтва,
- вулиця Весела,
- провулок Весняних Конвалій,
- Вітчизняна вулиця,
- вулиця Гребінки,
- вулиця Делегатська,
- провулок Делегатський,
- вулиця Індустріальна,
- провулок Копровий,
- вулиця Кільцева,
- вулиця Крилівська,
- вулиця Галі Мазуренка,
- вулиця Бориса Антоненка-Давидовича,
- вулиця Наталки Нікуліної,
- вулиця Ведмедівська,
- вулиця Василя Бабенка,
- вулиця Роздільна,
- вулиця Симиренківська,
- вулиця Фастівська,
- Яхненківська вулиця, головна вулиця.
- вулиця Штормова

## Світлини

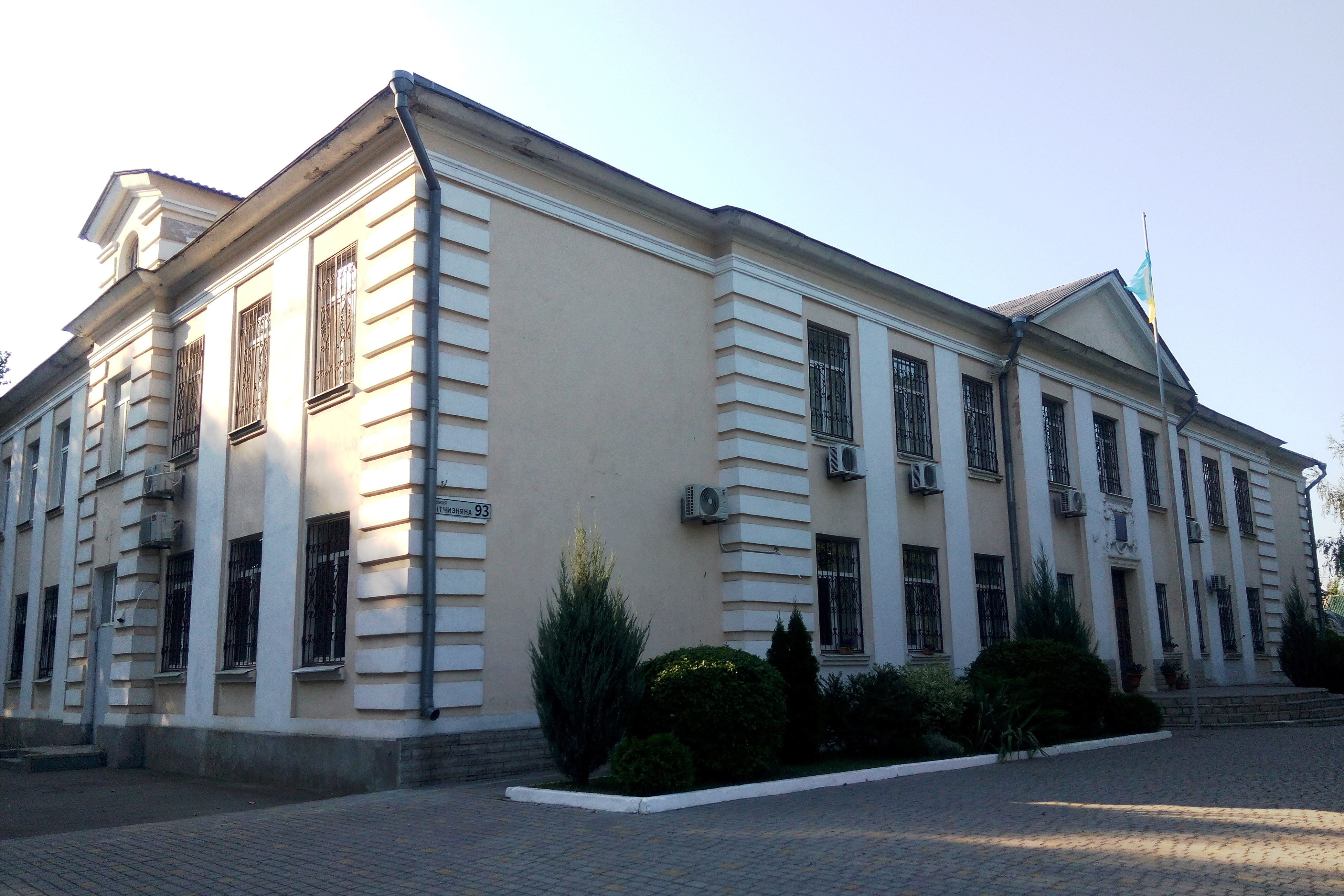
Фінансово-економічний ліцей
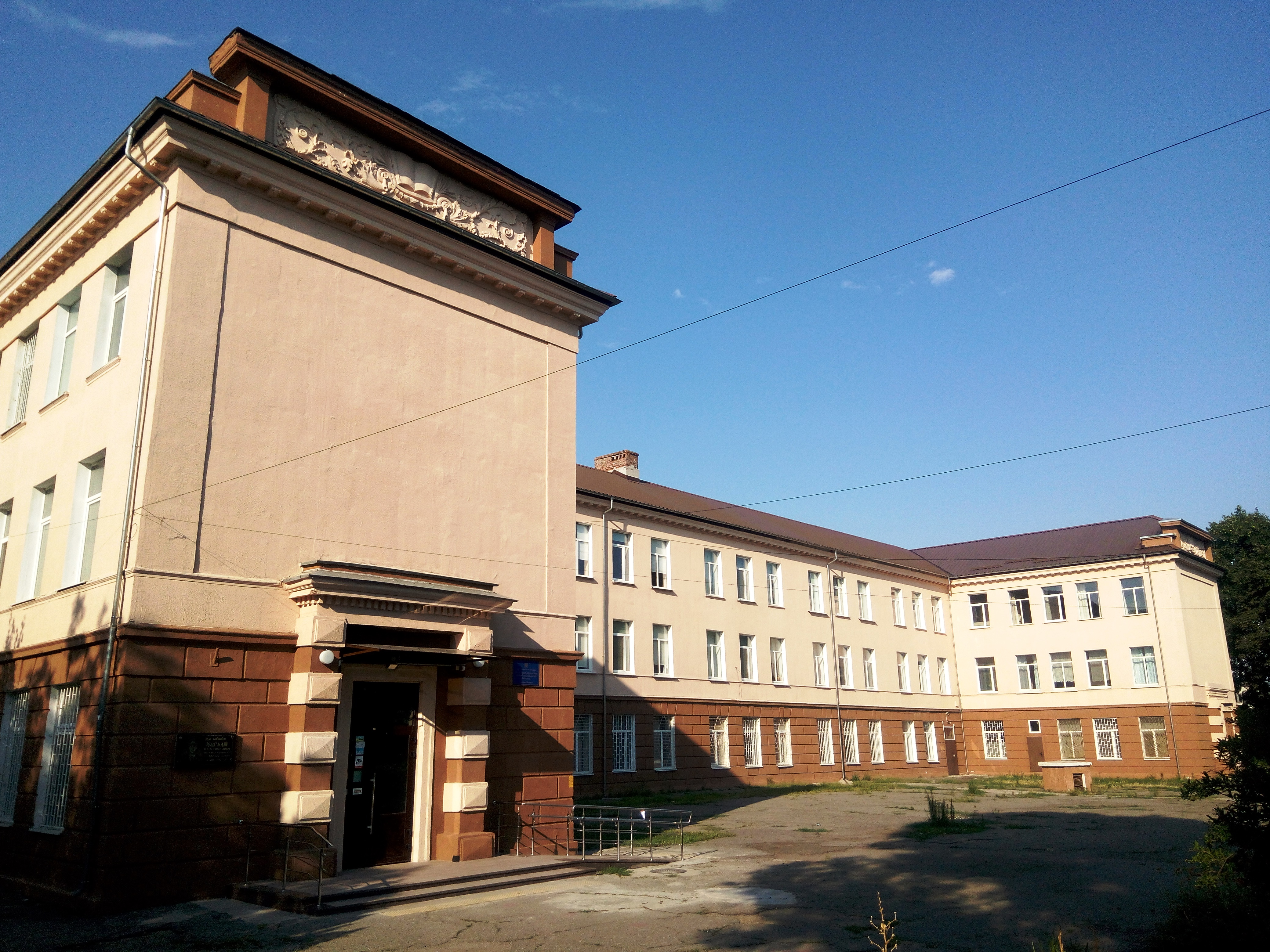
Середня загальноосвітня школа № 68
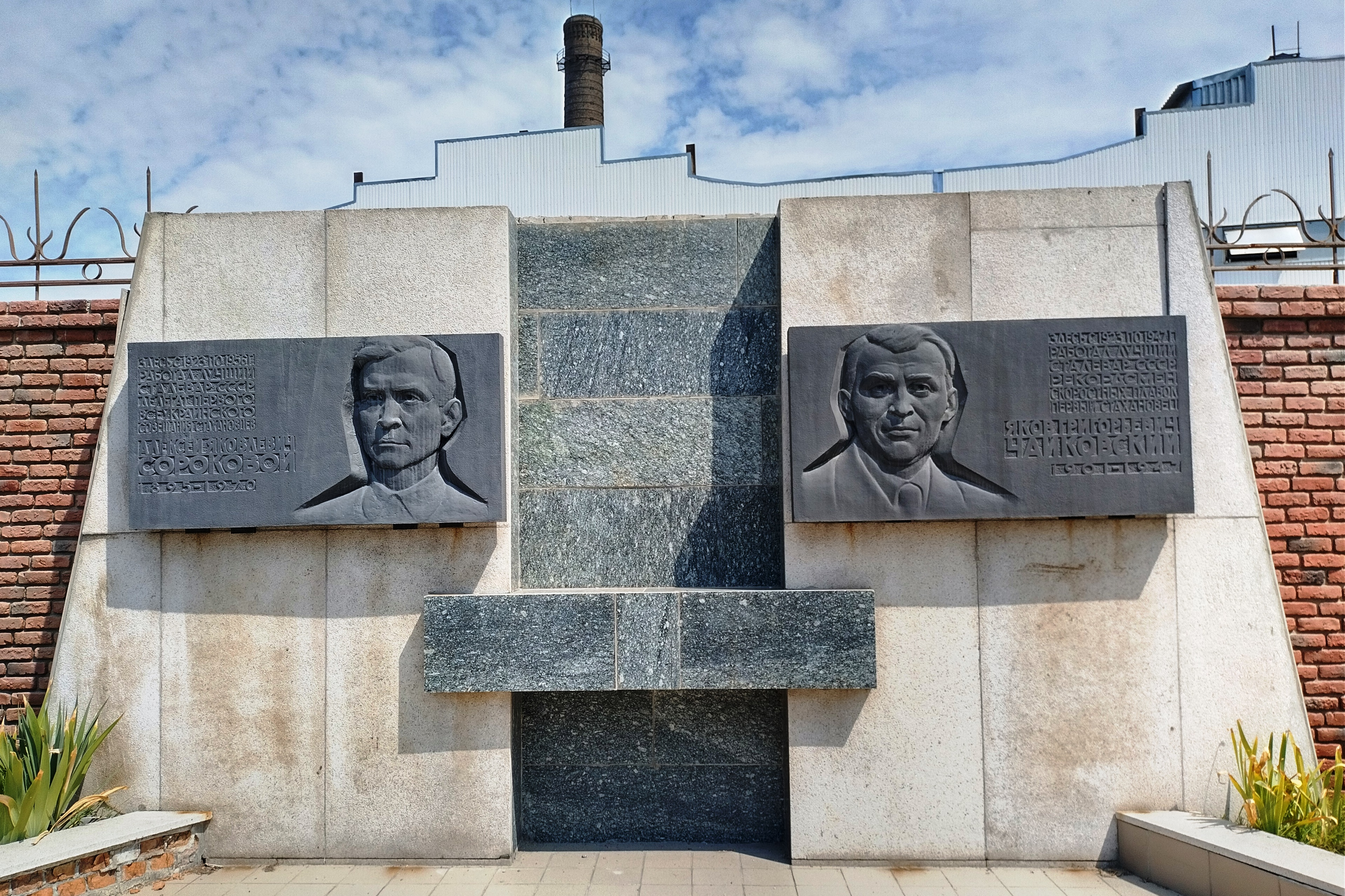
Меморіальні дошки сталеварам-стахановцям О. Сороковому і Я. Чайковському біля прохідної ТОВ "Комінметінвест-Центр"
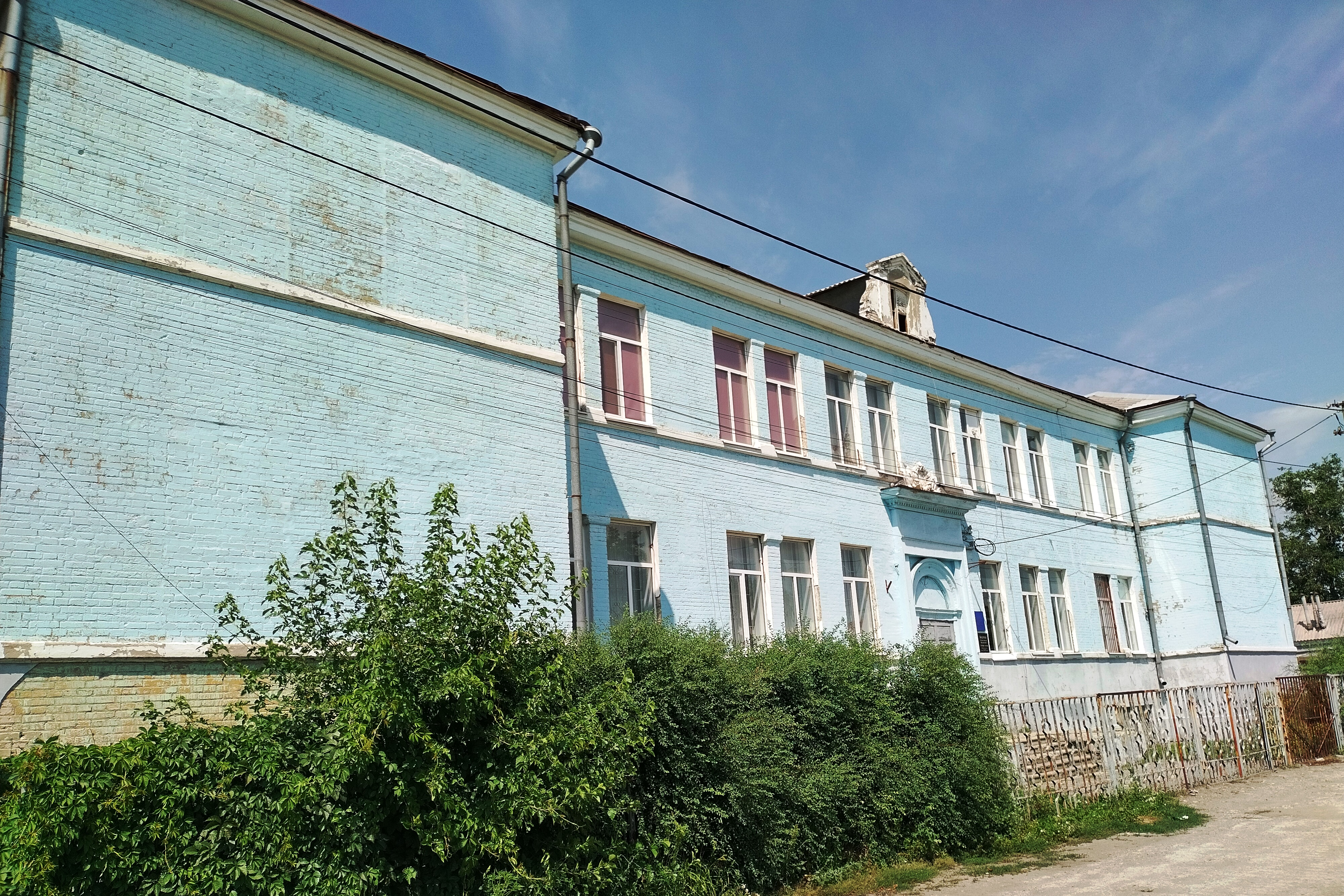
Середня загальноосвітня школа № 18
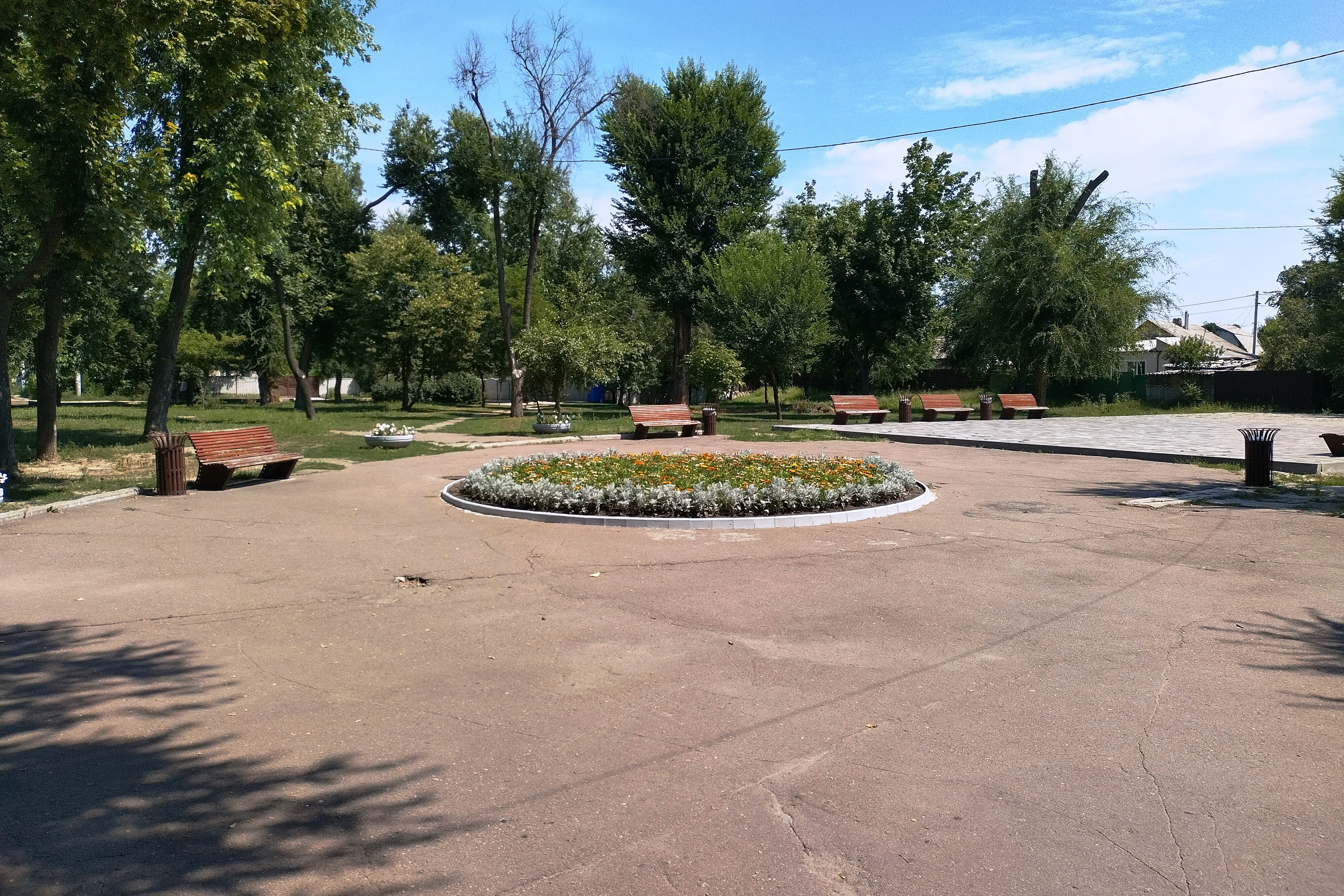
Сквер "Амурський парк" (колишній "Парк живих і мертвих")
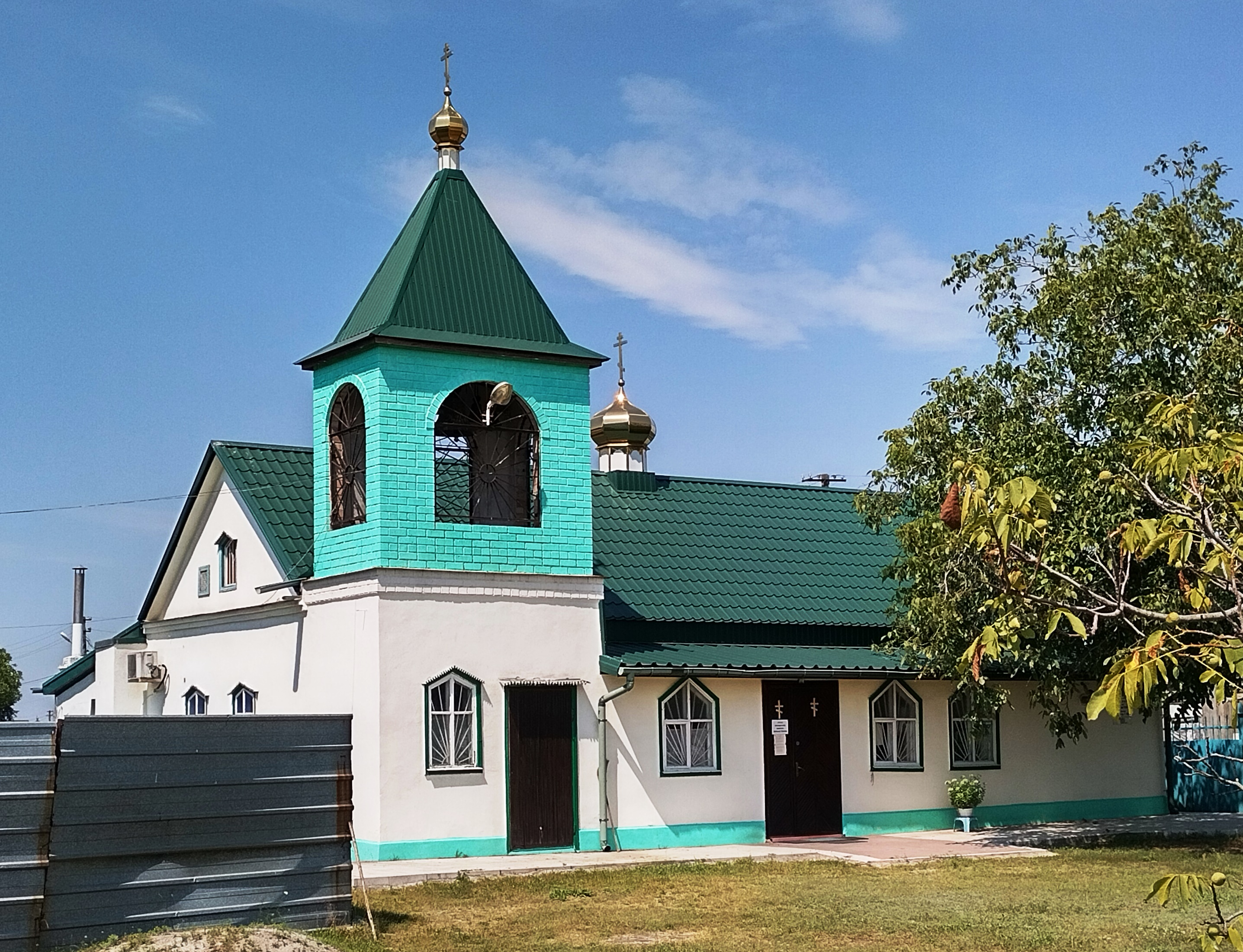
Свято-Миколаївський храм
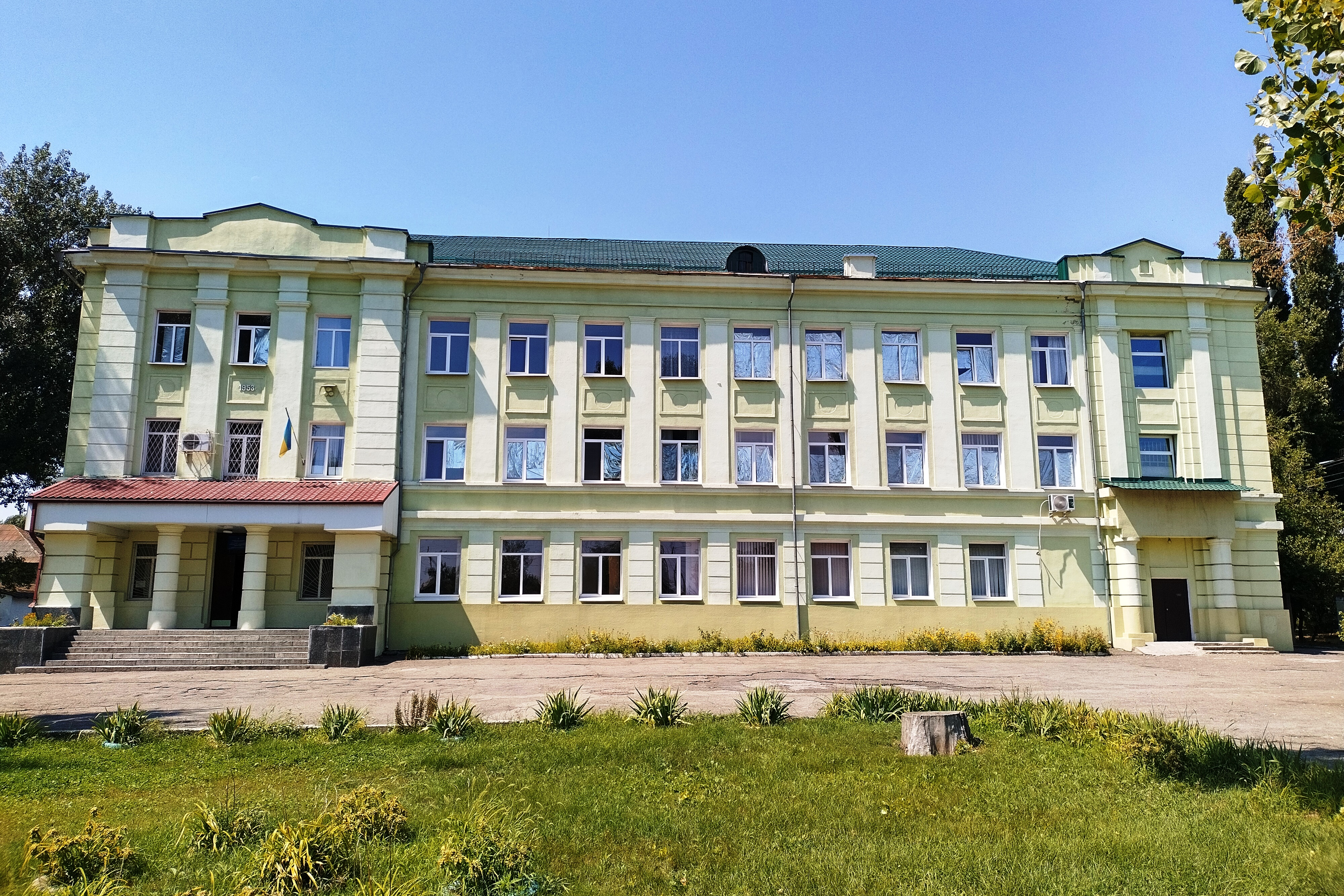
Середня загальноосвітня школа № 56
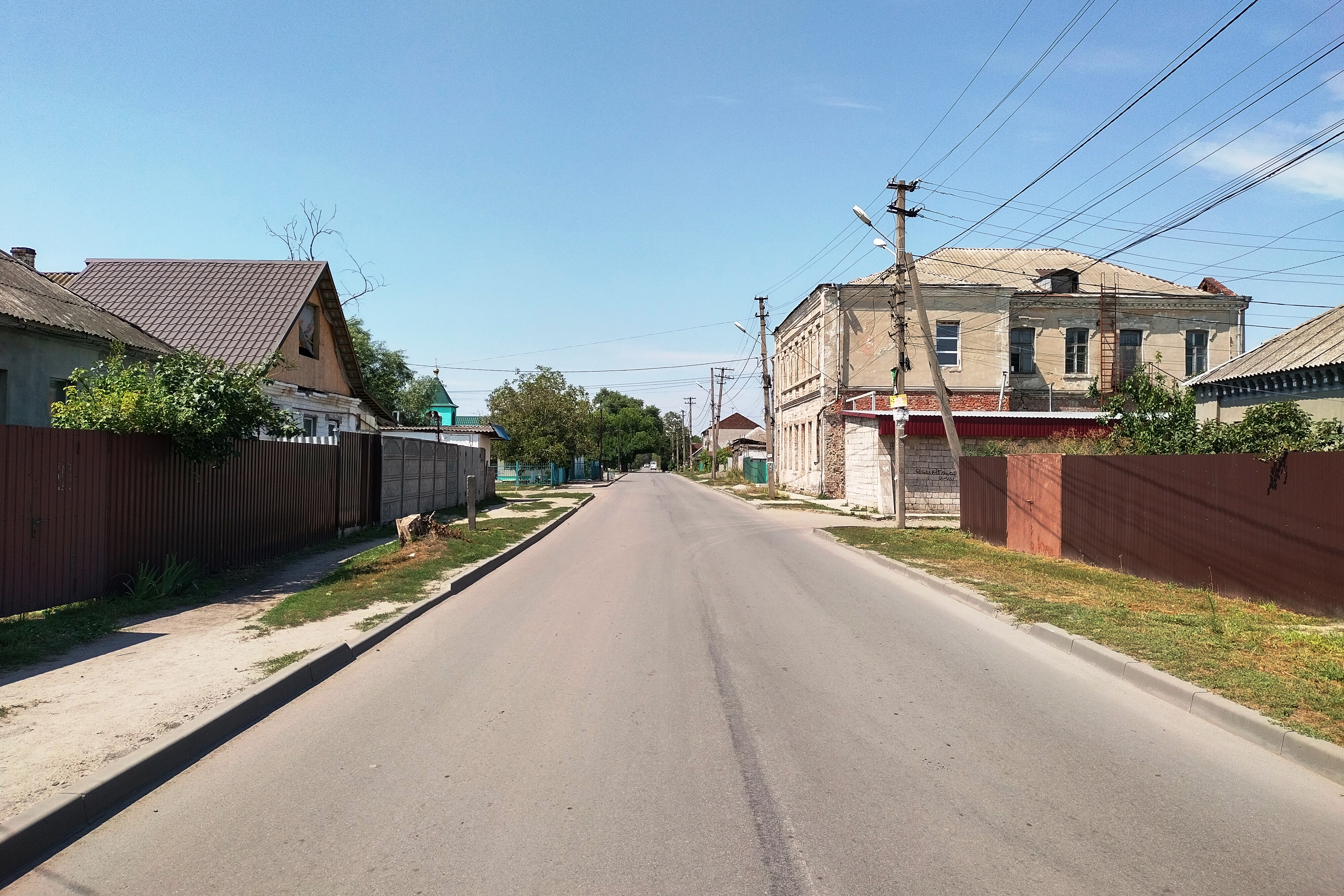
Вулиця Федора Вовка